# Amager Bryghus
Amager Bryghus er et mikrobryggeri beliggende på Amager. Bryghuset er det første bryghus på øen i mere end 50 år og ligger i Tårnby. På grund af bryghusets placering har brygmestrene valgt motiver fra henholdsvis Christianshavn og Sundby på to første etiketter på det faste sortiment, som er lavet i samarbejde med lokalhistorikere.
Faste produkter:
- Christianshavn Pale Ale
- Sundby Stout
- Dragør Tripel

Specielsortiment:
- Batch One
- Hr. Papsø (specielt brygget til Henrik Papsøs ølrating nummer 10.000 på Ratebeer)
- Hr. Frederiksen
- Summer Fusion